# Tử hình đun sôi
Tử hình đun sôi là một phương pháp xử tử trong đó phạm nhân bị giết bằng cách ném vào trong chất lỏng đang sôi. Mặc dù không phổ biến như các phương thức tử hình khác, đun sôi đến chết đã được thực hiện ở nhiều nơi ở Châu Âu và Châu Á. Do quá trình kéo dài, chết bằng cách đun sôi là một phương thức tử hình cực kỳ đau đớn.
Phương thức này thường được thực hiện bằng cách sử dụng một tàu lớn như vạc hoặc lò kín chứa đầy chất lỏng như nước, dầu, nhựa đường hoặc mỡ động vật và hệ thống móc và ròng rọc.

## Lịch sử thi hành

### Châu Âu

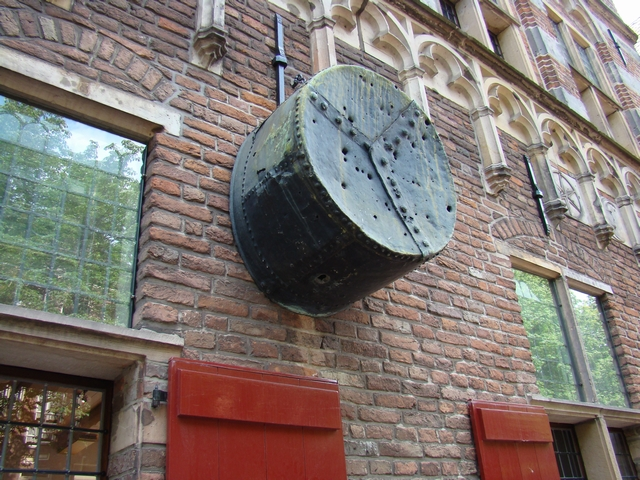
Vạc tử hình ở Deventer (Hà Lan)

Ở Anh, đạo luật thứ chín được thông qua vào năm 1531 (năm thứ 22 dưới triều đại của vua Henry VIII) đã khiến cho hình phạt tử hình đun sôi tương tự như hình thức trừng phạt vốn được quy định đối với tội giết người bằng kịch độc mà theo Đạo luật này là tội phản quốc. Điều này bắt đầu từ một sự kiện diễn ra vào tháng 2 năm 1531 khi mà đầu bếp của Giám mục của Rochester, Richard Roose đã đầu độc người khác bằng cháo đặc dẫn đến hai cái chết. Lời thú tội của phạm nhân lấy được nhờ tra tấn, do đó bản án là một sự áp đặt bởi tước đoạt quyền công dân và không có sự khoan hồng của giáo sĩ.
Tử hình đun sôi được áp dụng lại vào năm 1542 với một phụ nữ, Margaret Davy,  cũng được cho là đã sử dụng kịch độc. Trong triều đại của Edward VI, năm 1547, đạo luật năm 1531 đã bị bãi bỏ.
Nhiều người đã bị đun sôi đến chết ở Scotland. Ví dụ, được sự cho phép của Jon Haraldsson - "Bá tước đẫm máu" của Orkney, giám mục Caithness, Adam of Melrose và một tu sĩ tên Surlo được cho là đã bị đun sôi đến chết bởi những nông phu giận dữ vào năm 1222 vì nạn áp đặt sưu thuế của các giáo sĩ. Alexander II được cho là đã xử tử tám mươi người trở lên như một hình phạt cho tội ác và bá tước đã trốn khỏi vùng đất của ông ta. Theo Melrose Chronicle, Adam of Melrose bị "thiêu sống", thay vì đun sôi, và Alexander III đã xử tử tới 400. William de Soules, một nhà quý tộc liên quan đến âm mưu chống lại Robert the Bruce, được cho là một tên phù thủy bán linh hồn cho quỷ dữ đã bị đun sôi vào năm 1321 tại Ninestane Rig. Khoảng năm 1420, Melville, cảnh trưởng của Mearns và điền chủ của vùng Glenbervie, người đã bị căm ghét vì sự nghiêm khắc của mình, đã bị một số quý tộc khác bắt và ném vào lò. Các quý tộc được cho là đã uống mừng sau đó.
Đun sôi như một phương thức tử hình cũng được sử dụng cho tội danh bán hàng giả, lừa đảo và phát hành tiền giả trong thời trung cổ. Ví dụ, trong Đế quốc La Mã thần thánh, hình phạt đun sôi bằng vạc dầu được áp dụng cho những kẻ làm giả tiền và những kẻ giết người cực kỳ nghiêm trọng. Năm 1392, một người đàn ông đã bị đun sôi sống ở Nô-ê vì đã hãm hiếp và sát hại chính mẹ mình. Những người giả mạo tiền đã bị đun sôi đến chết vào năm 1452 tại Danzig  và năm 1471 ở Stralsund. Ngay cả vào cuối năm 1687, một người đàn ông ở Bremen đã bị đun sôi trong dầu vì đã giúp đỡ những kẻ phát hành tiền giả đã thoát khỏi vòng lao lí.
Ở thị trấn Deventer của Hà Lan, vẫn có thể thấy lò được sử dụng để đun sôi tội phạm đến chết.

### Châu Á

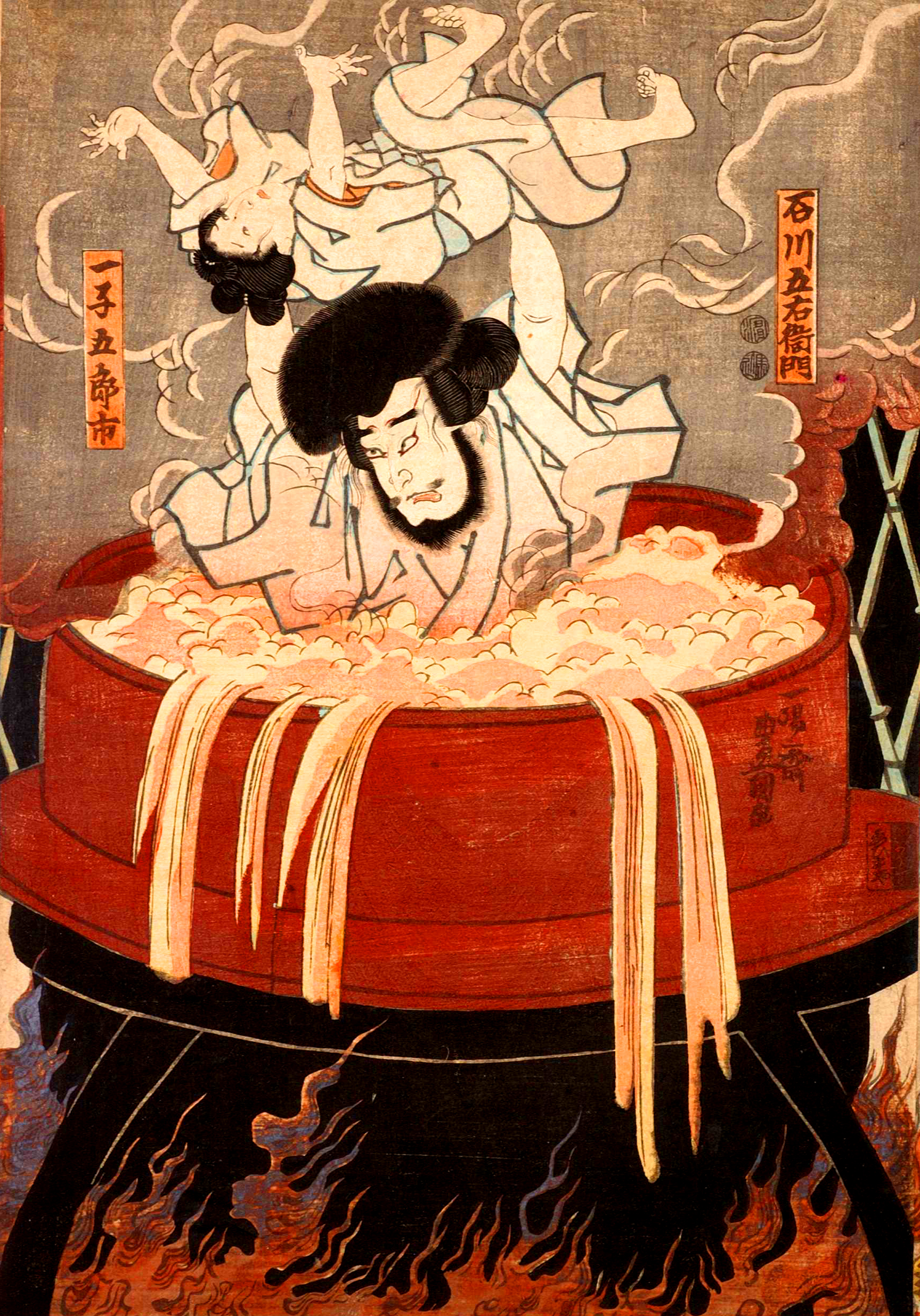
Tên cướp Ishikawa Goemon đã bị đun sôi đến chết vì âm mưu ám sát lãnh chúa Toyotomi Hideyoshi ở Nhật Bản thế kỷ 16.

Ở Nhật Bản vào thế kỷ 16, tên cướp người Nhật Bản huyền thoại Ishikawa Goemon đã bị đun sôi sống trong một bồn tắm sắt hình ấm đun nước lớn. Vụ xử tử công khai ông ta, có thể bao gồm cả gia đình ông đã được thực hiện sau khi ông ám sát không thành lãnh chúa Toyotomi Hideyoshi.
Năm 1675, một liệt sĩ Sikh tên là Bhai Dayala đã bị đun sôi đến chết ở Delhi sau khi ông từ chối chuyển sang đạo Hồi. Ông ta bị đưa vào một cái vạc đầy nước lạnh sau đó được đun nóng đến điểm sôi. Đạo Sikh đã ghi chép lại việc Dayala tụng kinh Japji của Guru Nanak và Sukhmani của Guru Arjan trước khi ông qua đời.

### Thời hiện đại
Chính phủ Uzbekistan dưới thời Islam Karimov đã bị cáo buộc đun sôi những người bị tình nghi là khủng bố. Trong tài liệu Bộ Ngoại giao Hoa Kỳ từ năm 2004, phần sau đây được viết:
Trong năm, không có sự diễn biến hay cuộc điều tra nào trong những cái chết năm 2002: Mirzakomil Avazov và Khusnuddin Olimov, thành viên của Hizb ut-Tahrir đã bị tra tấn đến chết trong Nhà tù Jaslyk dẫn đến vết bầm tím và bỏng rộng, một báo cáo sau đó cho rằng họ đã bị ném vào trong nước sôi.

Cựu thủ lĩnh ISIS, Abu Abboud al-Raqqawi, đã đề cập đến các phương thức hành quyết tàn bạo của ISIS, trong đó có phương thức đun sôi nạn nhân bằng dầu động cơ:
Một số người được đun sôi sống trong dầu. Dầu động cơ. Chúng đun sôi dầu trong một giờ trước khi ném nạn nhân vào dầu sôi. Những người Tunisia là nạn nhân của phương thức đó.

Vào năm 2012, tù nhân người Mỹ Darren Rainey rõ ràng đã bị các lính canh trong một nhà tù ở Florida giết chết, bị bỏng tới 90% cơ thể.

## Miêu tả trong văn hóa phương Tây
Những báo cáo ban đầu về những bộ lạc ăn thịt người từ những nơi ở Thái Bình Dương, chẳng hạn như Fiji và Papua New Guinea, giết chết các nhà truyền giáo Kitô giáo phương Tây được cho là có liên quan đến phương thức đun sôi sống. Điều này đã trở thành mảnh đất màu mỡ cho các nhà làm phim và đặc biệt là các họa sĩ truyện tranh, những người miêu tả sáo rỗng về khách du lịch hoặc nhà truyền giáo ngồi trong một cái vạc lớn trên ngọn lửa đỏ và được bao quanh bởi những người dân bộ lạc xuất hiện phổ biến trên các tạp chí và phim nổi tiếng trong nhiều thập kỷ. Các ví dụ bao gồm bộ phim chuyển thể năm 1985 của tác phẩm King Solomon's Mines  và chuỗi giấc mơ trong bộ phim Bagdad Café.

## Liên kết ngoại
- Human Rights Watch: Torture Worldwide: Uzbekistan